# レーティッシュ鉄道Ge6/6 II形電気機関車

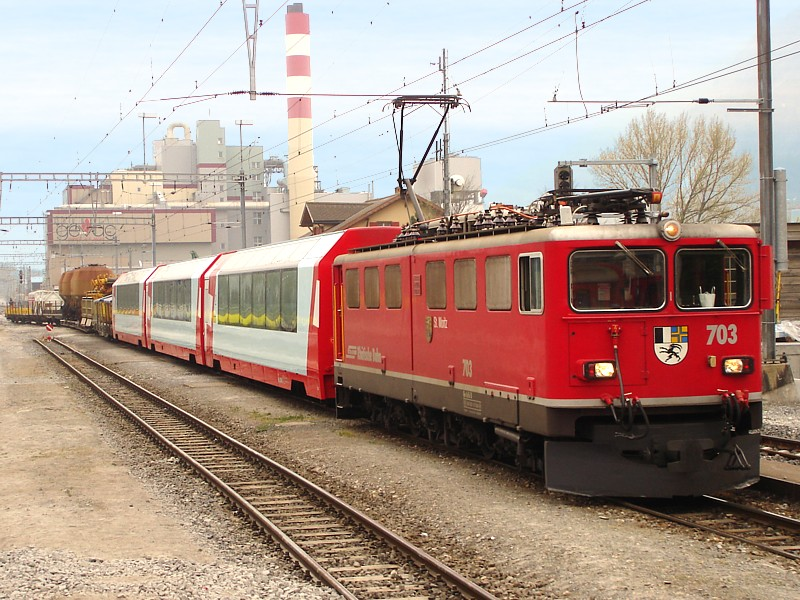
Ge6/6^{II} 703号機、前照灯、運転席側面窓改造、パンタグラフ交換後姿

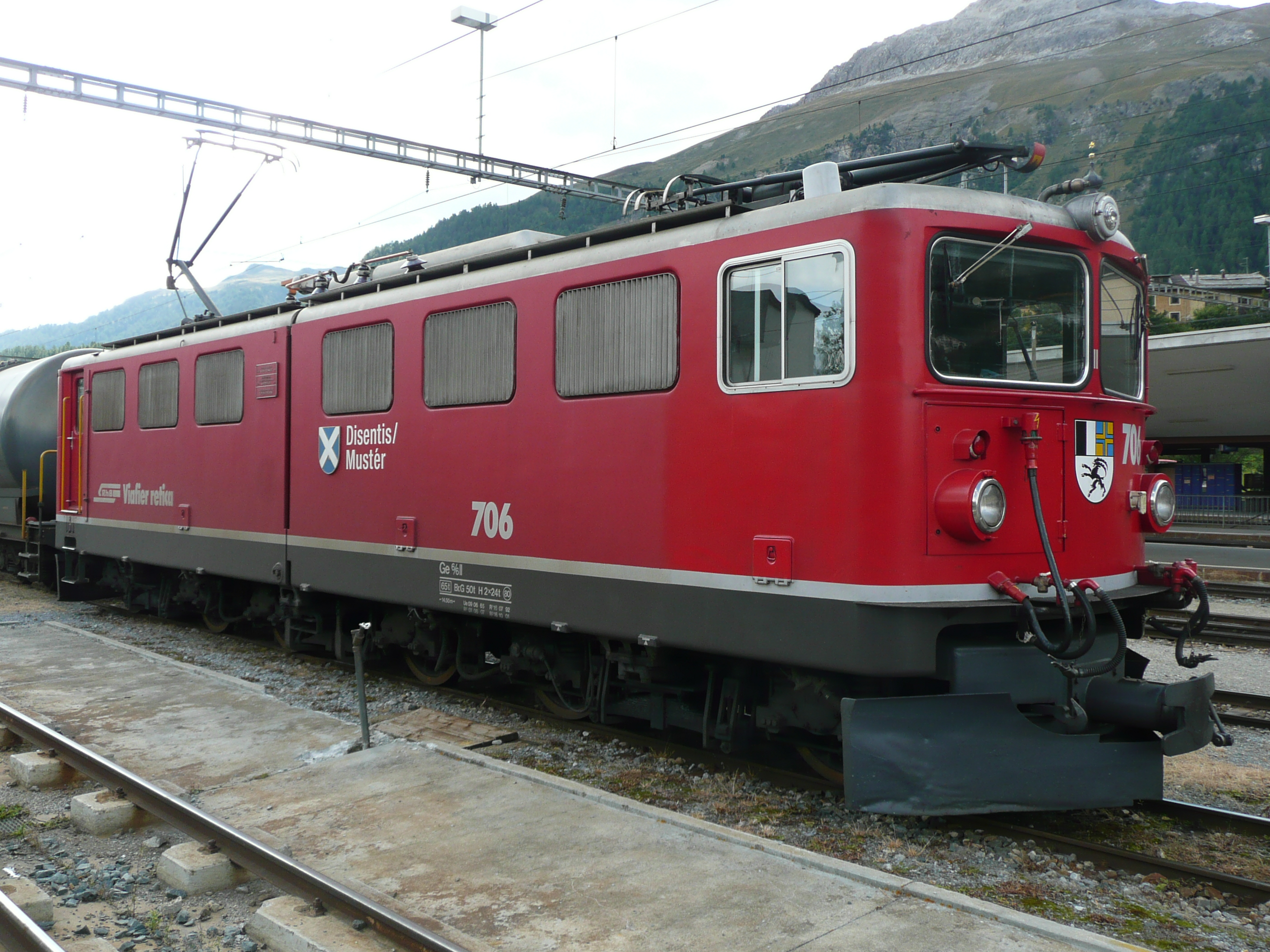
Ge6/6^{II} 706号機、運転席側面窓改造、パンタグラフ交換後

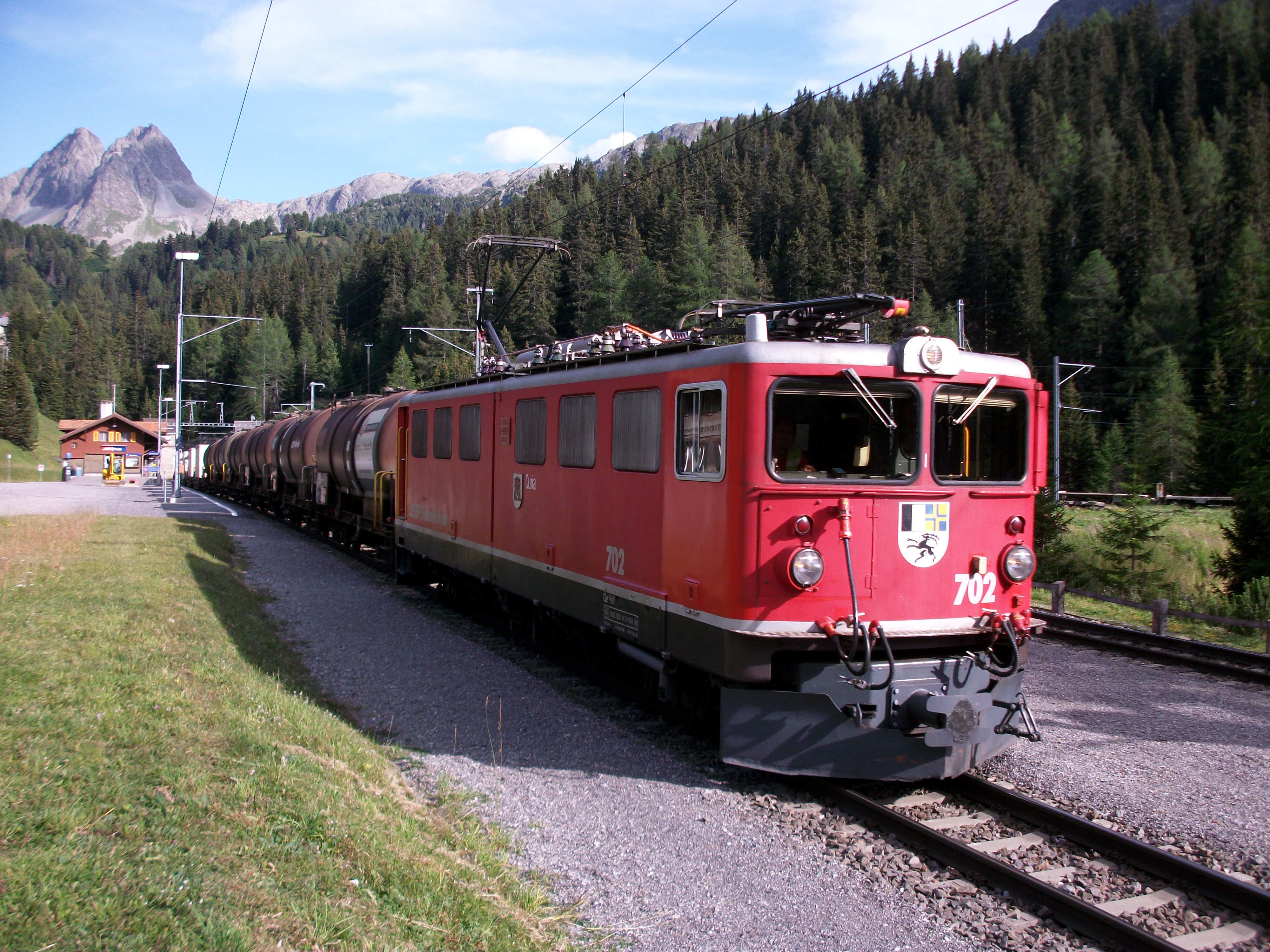
Ge6/6^{II} 702号機、試作機の前面改造後

レーティッシュ鉄道Ge6/6II形電気機関車（レーティッシュてつどうGe6/6IIがたでんきかんしゃ）は、スイスのレーティッシュ鉄道の本線系統で使用される山岳鉄道用電気機関車である。

## 概要
1950年代の本線系統の旅客及び貨物輸送量の増加への対応およびグラウビュンデン州南西部の発電用ダム湖であるラク・ダ・ラルビニャの建築工事用のセメント輸送列車の牽引機として、最大勾配35パーミルのアルブラ線で12-3両編成、約800席の旅客列車もしくは16両編成の貨物列車に相当する265tの列車を、最大勾配45パーミルのプレティガウ線では190tを牽引することができる機関車として設計されたもので、1958年に2両が試作され、その後1965年には量産機5両が製造されており、価格は試作機が1両約1,230,000スイス・フラン、量産機が1両約1,405,000スイス・フランである。本機はGe4/4I形機関車をベースに車軸配置をBo'Bo'Bo'の6軸化、連接車体化したもので、車体、機械部分、台車の製造をSLM、電機部分、主電動機の製造をBBCおよびMFOが担当しており、低圧タップ切換制御により1時間定格出力1764kW、牽引力135kNを発揮する強力機で、35パーミルで280tを、45パーミルで205tをそれぞれ45km/hで牽引可能な性能を持ち、起動時牽引力214kNは現在でもレーティッシュ鉄道の機関車中最大となっている。それぞれの機番とSLM製番、製造年、機体名（主に沿線の街の名称、各機体にエンブレムが設置される）は下記のとおりである。
- 701 - 4220 - 1958年5月9日 - Raetia
- 702 - 4221 - 1958年6月19日 - Curia
- 703 - 4516 - 1964年4月5日 - St. Moritz
- 704 - 4517 - 1964年2月3日 - Davos
- 705 - 4518 - 1964年5月5日 - Pontresina/Puntraschigna
- 706 - 4519 - 1964年6月9日 - Disentis/Mustér
- 707 - 4520 - 1964年7月5日 - Scuol[6]

機体名/エンブレム一覧
701号機 Raetia
702号機 Curia
703号機 St. Moritz
704号機 Davos
705号機 Pontresina /Puntraschigna
706号機 Disentis /Mustér
707号機 Scoul

## 仕様

### 車体

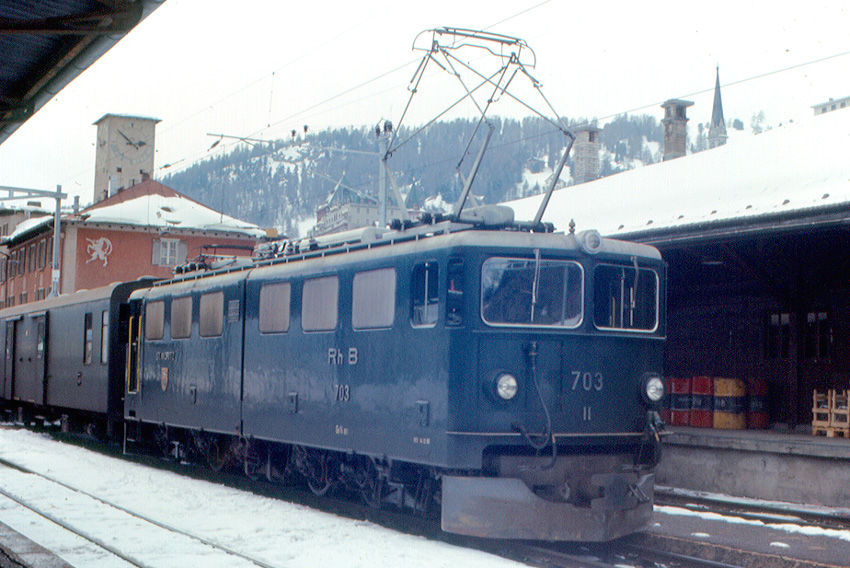
Ge6/6^{II} 703号機、製造時の塗装、1970年

- 車体はGe4/4I形電気機関車と同様の軽量構造で3台車化に伴って縦連接式の前後2車体のものとなっている。これは勾配の変化点でも軸重が安定するように設計されたもので、連接車体ではあるが左右方向には変位せず、上下方向にのみ変位し、勾配変化による縦曲線に追従して軸重を安定させるための構造である[7]。なお、台枠は5mm厚の鋼板、側面外板は2.5mm、屋根外板は3mmもしくは4mmのものとなっている。
- 試作機は正面貫通扉つき3枚窓で、窓下部に大型の丸型前照灯を2箇所と上部中央に小型の丸型前照灯と標識灯のセットを1箇所設置したデザイン、側面は平滑で1車体に3箇所ずつ計6箇所の窓があり、通風ルーバー（横目）が2箇所と明取り窓が1箇所となっている。
- 量産機は正面2枚窓となり、運転席側隅部に小窓が、正面下部に足掛けが設置されたほか、上部中央の標識灯が窓下の前照灯の上部に移設されている。側面では窓が3箇所とも通風ルーバー（縦目）に変更されているほか、屋根上の抵抗器が若干大型化されている。
- 屋根上にはパンタグラフが2基と抵抗器、前位側車体に主開閉器が設置されている。なお、屋根は取外しが可能な構造となっている。
- 運転室にはスイスやドイツで一般的な円形のハンドル式のマスターコントローラーが設置されている。運転室横の窓は下降式、運転室乗降扉は右側のみの設置で、その前部の車体隅部には電動式のバックミラーが設置されている。
- 連結器は両端の台車枠に設置されるねじ式連結器で、緩衝器が中央、フック・リングがその左右にあるタイプで、その下部に大型のスノープラウが設置されている。
- 塗装
  - 製造時は車体塗装は濃緑色で、側面の左側の車体の窓下部中央に機体名の切抜文字とエンブレムが設置され、右側の車体には“RhB”と機番の切抜文字が設置され、正面中央（試作機は貫通扉）機番の切抜文字と量産機はエンドナンバーの切抜文字が設置されていた。また、屋根および屋根上機器が銀色、床下機器と台車はダークグレーであった。
  - 試作機は1987年と1989年の前面改造時に、量産機は1985年から1989年にかけて塗装変更され、赤をベースに車体裾部がダークグレーで赤色との境界部に銀帯が入るものとなった。機体名[8]とエンブレムが側面中央右側に移設され、乗務員室扉横にはレーテッシェ鉄道のロゴが入り、運転室窓左下部に機番が入る。また、正面は右下に機番が入り、中央にはグラウビュンデン州のエンブレムが設置されている。また、屋根および屋根上機器が銀色、床下機器と台車はダークグレーである。

### 走行機器
- 制御方式はGe4/4I形の高圧タップ切換制御から低圧タップ切換制御に変更となっており、力行時は28段で、6台永久並列接続主電動機の端子電圧を70Vから280Vまで制御する。主変圧器は車体中央に設置され、タップ切換器をその横に設置している。なお、主変圧器の冷却方式は油冷式で冷却用のオイルポンプとオイルクーラーを装備しており、冷却風は側面窓のルーバーから吸入する。
- ブレーキ装置はタップ切換器による15段の回生ブレーキのほか、機関車用の空気ブレーキ、手ブレーキ、客車などの列車用の真空ブレーキ装置を装備する。
- 主電動機はGe4/4I形と同一の連続定格出力250kW、1時間定格出力294kWのBBC製Typ 8 SW 570交流整流子電動機 を6台搭載し、1時間定格牽引力135kN、最大牽引力214kNの性能を発揮する。冷却はファンによる強制通風式で、送風機は台車毎に設置されている。
- 台車は軸距2500mm、車輪径1070mmの鋼板溶接組立式台車で、前後の台車と中間台車間をリンクで接続し、中間台車上で前後それぞれの台車とのリンクをシャフトで接続することで、曲線区間での3基の台車の変位を均等なものにしてレールとの横圧を減らす方式とし、中間台車には左右180mmずつの横動量が設けられている。軸箱支持方式は円筒案内式、牽引力伝達は台車枠の下を通る車体支持梁と台車枠横梁間でセンターピンを介して伝達され、枕ばねは重ね板ばね、軸ばねはコイルばねとしている。主電動機は台車枠に装荷されて、クイル式の一種であるBBCのスプリングドライブ式の駆動装置で動輪に伝達される方式となっており、減速比は1:5.437である。
- そのほか、菱形のパンタグラフを2台、主開閉器は容量200MVAの真空遮断器を屋根上に搭載するほか、補機は主変圧器からの交流220Vもしくは140Vで駆動される主電動機等用送風機3台、主変圧器用のオイルポンプ、MFO製で容量51m3/hの電動空気圧縮機1台、SLM製で容量240m3/hの電動真空ポンプ1台、直流36V 60Ahの蓄電池と補機用の交流220Vから蓄電池を充電する1.35kWの充電装置などとなっているほか、列車暖房用に主変圧器からの交流300V 180kWの出力を持っている。機器室内は通路がH型に配置されて、前位側の車体には前位側および中間の台車用の主電動機等用送風機と逆転器がそれぞれの台車上に設置されるほか、電動真空ポンプおよび電動空気圧縮機が前位側台車上部に設置され、後位側の車体の中間台車上に主変圧器とタップ切換器、オイルポンプが設置され、後位側台車上に主電動機等用送風機と逆転器、空気タンクなどが設置されている。

### 主要諸元
- 軌間：1000mm
- 電気方式：AC11kV 16.7Hz 架空線式
- 最大寸法：全長14500mm、全幅2650mm、屋根高3300mm
- 軸距：2500mm
- 台車中心間距離：3050mm×2
- 自重：65.0t
- 走行装置
  - 主制御装置：低圧タップ切換制御
  - 主電動機：Type 8 SW 570交流直巻整流子電動機×6台（連続定格：250kW、1時間定格出力：294kW）
  - 減速比：5.437
- 牽引力
  - 牽引力：135kN（1時間定格出力）、214kN（最大出力）
  - 牽引トン数：205t（45パーミル）、280t（35パーミル）、500t（15パーミル）
  - 回生ブレーキトン数：90t（45パーミル）、130t（35パーミル）
- 最高速度：80km/h
- ブレーキ装置：回生ブレーキ、空気ブレーキ、手ブレーキ（機関車用）、真空ブレーキ（列車用）

### 改造

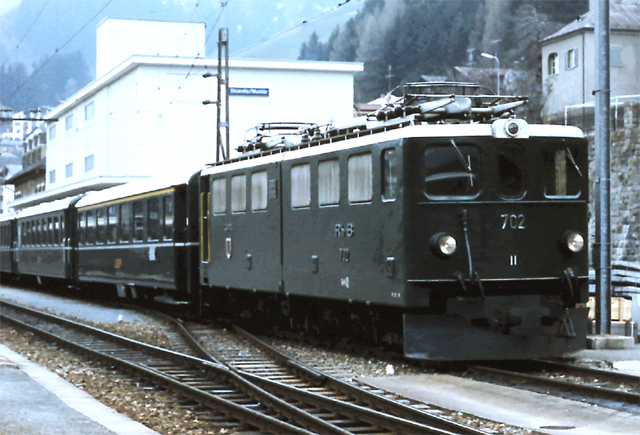
試作機の正面貫通扉撤去、側面窓改造後、Ge6/6^{II} 702号機、1973年

- 試作機である701、702号機はそれぞれ1966年と1962、64年に側面窓を量産機と同様に全てルーバー（縦）に改造されたほか、1968年と1969年には正面貫通扉を撤去して正面3枚窓とするとともに下部に足掛けを設置し、上部中央の標識灯を窓下の前照灯の上部に移設しているが、上部中央のライトケースは2灯分のサイズのままで残されている。また、屋根上の抵抗器および機器配置を量産機と同じものに変更している。
- 701、702号機はさらに1987、88年にそれぞれ量産機と同様の正面2枚窓に改造されたが、量産機では正面窓が金属枠とゴムで支持されているものが、この改造ではゴムのみで支持する構造となったほか、運転台側車体隅部の小窓も設置されていないなどの差異があり、正面上部のライトケースも2灯分のまま残されている。なお、この際に塗装も赤色系のものに変更されている。
- 1998年からはパンタグラフがシングルアーム式のものに交換されている。また、並行して運転席横の窓を拡大して下落し式から引違い式に変更し、車体隅部の小窓を埋める改造もなされており、2010年までに全機改造が終了している。
- 2003年頃からは正面窓下の前照灯をスイスの鉄道車両で標準となっている前照灯と尾灯が一体となった角型のものへ交換しており、2010年時点では702、704、706号機のみ未改造、また、703、705、706号機の正面窓の支持方法が金属枠とゴム支持からゴムのみ支持の支持方法に変更されている。

## 運行

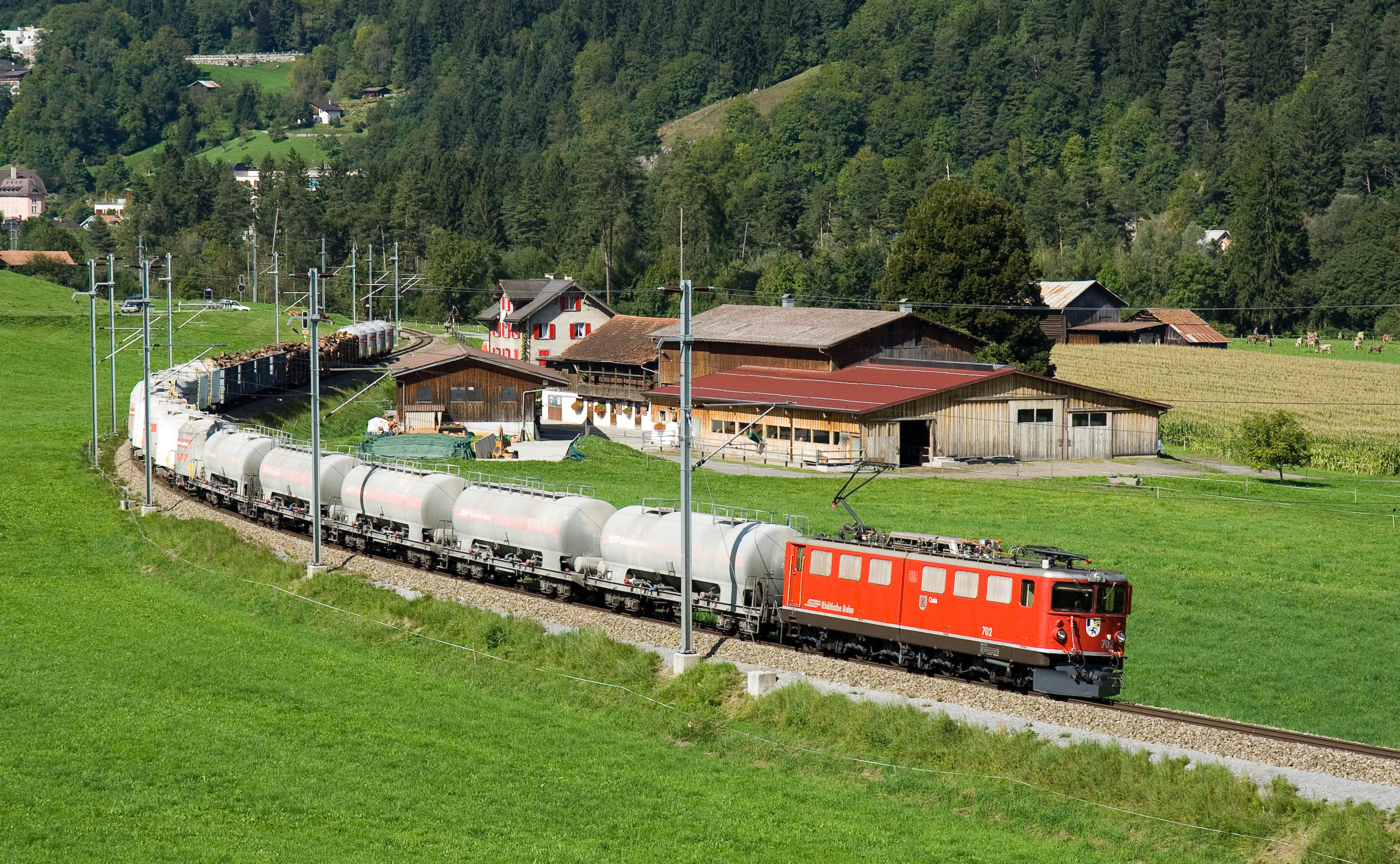
Ge6/6^{II} 702号機、27両編成の貨物列車を牽引

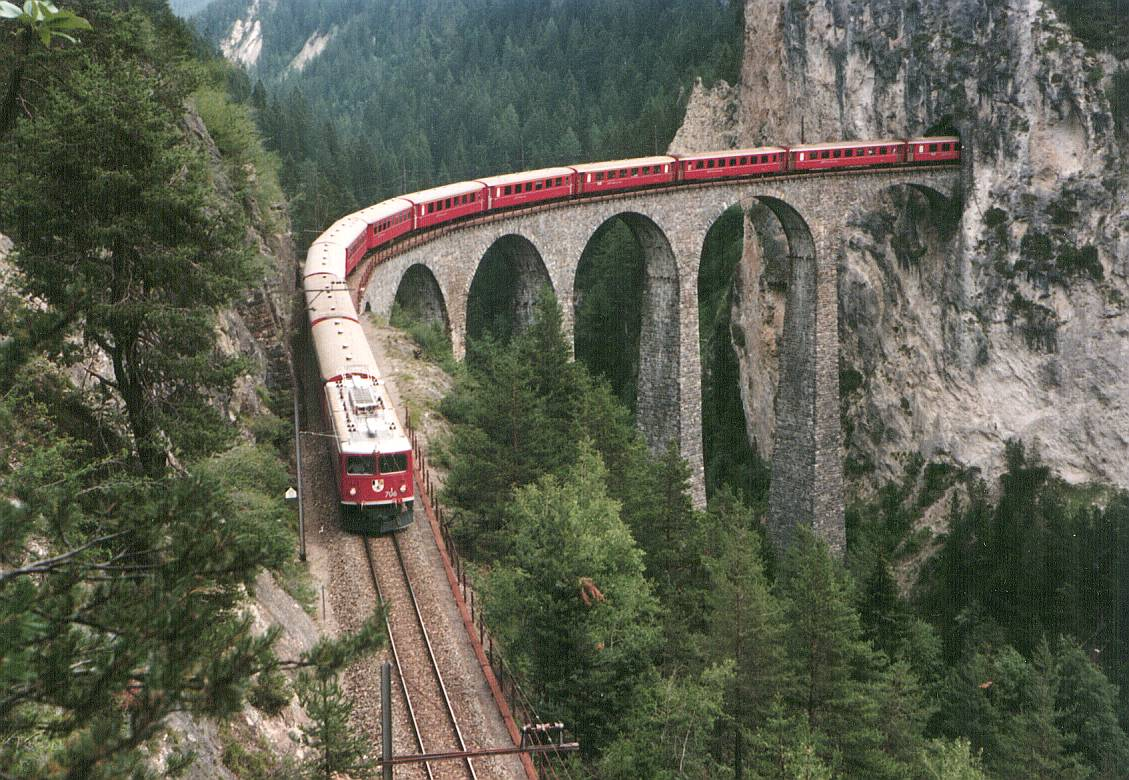
Ge6/6^{II} 706号機、最大35パーミルのアルブラ線で10両以上の編成の客車列車を牽引、ラントヴァッサー橋付近

- レーティッシュ鉄道のAC11kV区間で使用されているが、重量列車用であるため主にクール-サンモリッツ間のアルブラ線で使用され、また、クール・アローザ線には入線しない。
- ダム建設用のセメント輸送列車はクール近郊のウンテルファッツ駅から専用線が引き込まれているグラウビュンデンセメント工場[9]からUce 8001II-8004II,8067-8082形[10]やUce 8011-8050形[11]などの12.5m3積み2軸セメント用タンク車10数両編成をGe6/6IIが牽引してアルブラ線で運転されていた。
- 旅客列車では主に単機で軽量客車を牽引しており、氷河急行やベルニナ急行にも使用されるが、1994年以降Ge4/4IIIが使用されるようになってからは主に貨物列車で使用されている。
- 貨物列車や混合列車の牽引にも主に単機で使用され、重連総括制御機能はないものの他機種との重連で使用されることもある。